# Jürgen van der Horst

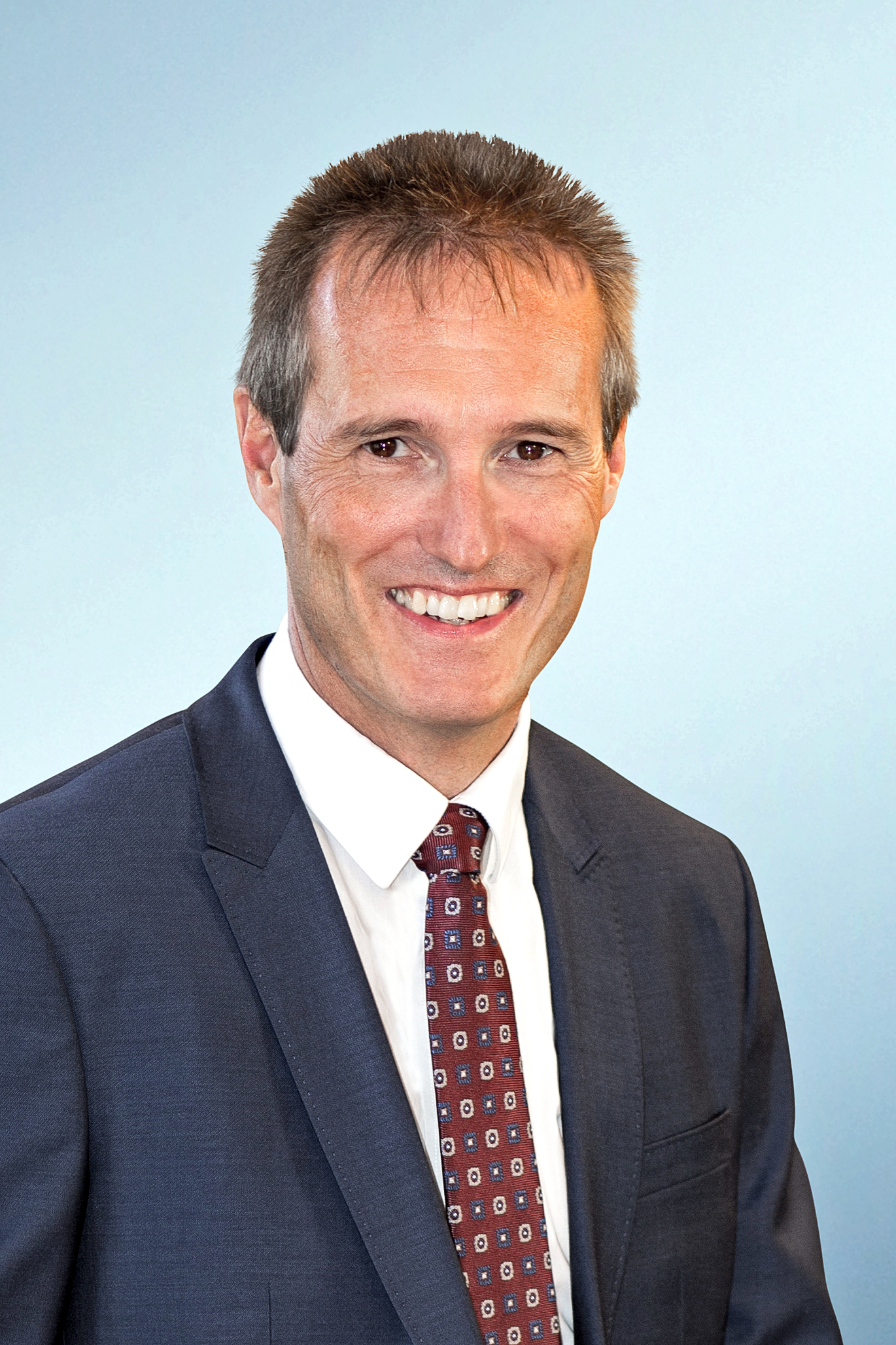
Jürgen van der Horst

Jürgen van der Horst (* 6. Februar 1967 in Korbach) ist ein deutscher parteiloser Politiker und seit Januar 2022 Landrat des Landkreises Waldeck-Frankenberg. Zuvor war er ab 2007 Bürgermeister der Stadt Bad Arolsen.

## Leben
Van der Horst wuchs zusammen mit zwei Geschwistern in Korbach auf. Dort besuchte er die Alte Landesschule Korbach, wo er auch sein Abitur machte. Anschließend machte er eine Ausbildung zum Diplomverwaltungswirt sowie den Master of Public Administration. In den folgenden Jahren war er als Mitarbeiter der Kreisverwaltung Waldeck Frankenbergs tätig und beschäftigte sich dort mit der Kommunalaufsicht, allgemeinen Rechtsangelegenheiten und Ausländerrecht.
Am 16. Dezember 2007 wurde van der Horst zum Bürgermeister von Bad Arolsen gewählt. Er setzte sich in der Stichwahl mit 71,8 % durch. Der Amtsantritt war am 26. Mai 2008. Am 9. Februar 2014 sowie am 1. Dezember 2019 wurde er im Amt bestätigt, wobei er 84,9 % bzw. 93,13 % der gültigen Stimmen erhielt. Am 26. September 2021 wurde er mit 51,1 % der gültigen Stimmen zum Landrat des Landkreises Waldeck-Frankenberg gewählt und konnte sich damit gegen den bisherigen Amtsinhaber Reinhard Kubat (SPD) durchsetzen. Unterstützt wurde er von den Freien Wählern, Grünen und der FDP. Sein Amtsantritt erfolgte am 1. Januar 2022.
Er ist stellvertretender Kreisvorsitzender des Deutschen Roten Kreuzes Kreisverband Korbach-Bad Arolsen e. V.
Van der Horst ist verheiratet und Vater von drei Kindern.